# John xứ Lancaster, Công tước thứ 1 xứ Bedford
John xứ Lancaster, Công tước thứ nhất của Bedford, KG (sinh từ ngày 20 tháng 6 năm 1389 – mất ngày 14 tháng 9 năm 1435), còn được gọi là John Plantagenet, là con trai thứ ba còn sống sót của vua Henry IV của Anh với công nương Maria de Bohun và làm nhiếp chính của Anh tại Pháp cho cháu trai của ông, vua Henry VI.

## Tiểu sử
John được phong là Bá tước vùng Kendal, Bá tước vùng Richmond và Công tước xứ Bedford trong năm 1414 bởi anh trai của ông, vua Henry V. Ngày 14 tháng 6 năm 1423, tại Troyes ông đã kết hôn với Anne, con gái của John Bạo dạn. Sau cái chết của Anne trong khi sinh nở Paris năm 1432, ông đã kết hôn với Jacquetta Luxembourg.
Con ngoài giá thú, ông có một người con gái tên là Mary Plantagenet, bà này đã kết hôn với Pierre de Montferrand (mất 1454). Khi vua Henry V qua đời vào năm 1422, Công tước Bedford ganh đua quyết liệt với người em trai của ông, Humphrey, Công tước xứ Gloucester trong việc nắm quyền kiểm soát Vương quốc Anh. Bedford đã được chính thức phong làm quan Nhiếp chính nhưng ông lại chỉ tập trung vào các trận chiến đang diễn ra ở nước Pháp, trong thời gian ông vắng mặt Công tước Gloucester đã trở thành Hộ quốc công của Anh quốc.
Bedford đã nhiều lần đánh bại quân Pháp ở các trận Cravant, Vernuil, Herrings... và giai đoạn đầu của cuộc bao vây thành phố Orléans cho đến khi có sự xuất hiện của Jeanne d'Arc ở phía quân Pháp. Vào năm 1431, Bedford đã cố gắng bắt giữ và hành hình Jeanne d'Arc tại Rouen sau đó ông dàn xếp cho một lễ đăng quang của vua Henry VI vốn đang là một đứa bé vị thành niên tại Paris. Mặc dù đã hành hình Jeanne d'Arc nhưng Bedford vẫn không thể xoay chuyển được chiến cuộc ngày càng trở nên bất lợi cho người Anh, đặc biệt Anne, vợ ông thì Liên minh giữa Anh quốc và xứ Bugund đã xụp đổ, lúc này không có sự hỗ trợ của quân đội Bugund, người Anh không thể kháng cự nổi trước sức phản công mạnh mẽ của người Pháp và phải liên tục tháo lui và bại trận bất chấp những nỗ lực của ông ta.

## Kế thừa
John đã chết trong khi Nghị viện của vùng Arras đang được tổ chức tại lâu đài Joyeux Repos của ông ở Rouen và được chôn cất tại Nhà thờ lớn Rouen. Ông không để lại một người thừa kế hợp pháp nào.